# 罗尔夫·图尔卡
罗尔夫·图尔卡（芬蘭語：Rolf Turkka，1915年8月30日—1989年11月29日），芬兰男子帆船运动员。他曾代表芬兰参加1948年和1952年夏季奥林匹克运动会帆船比赛，其中1952年奥运会获得一枚铜牌。